# Camaricus pulchellus
Camaricus pulchellus es una especie de araña cangrejo del género Camaricus, familia Thomisidae. Fue descrita científicamente por Simon en 1903.

## Distribución
Esta especie se encuentra en Vietnam.

## Tratamiento taxonómico
La especie aparece registrada y publicada en Etudes arachnologiques. 33e Mémoire. LIII. Arachnides recueillis à Phuc-Son (Annam) par M. H. Fruhstorfer (nov-dec. 1899). Annales de la Société Entomologique de France 71(4, 1902): 725–736.